# トマス・ハワード (第8代ノーフォーク公)
第8代ノーフォーク公爵トマス・ハワード（英: Thomas Howard, 8th Duke of Norfolk、1683年12月11日 - 1732年12月23日）は、イギリスの貴族。

## 経歴
1683年12月11日、第6代ノーフォーク公爵ヘンリー・ハワードの次男トマス・ハワード卿とその妻エリザベス（旧姓サヴィル）の嫡男として生まれる。弟に第9代ノーフォーク公爵となるエドワードがいる。
1701年4月2日に伯父ヘンリー・ハワードからノーフォーク公爵位を継承した。
1715年のジャコバイトの反乱の際には弟エドワードにかけられた大逆罪の容疑を晴らすことに尽力した。しかし1721年のアタベリー陰謀事件を機にウォルポール首相によってジャコバイトやカトリックに対して激しい弾圧が加えられ、その際の1722年に彼もジャコバイトとの関与を疑われて大逆罪でロンドン塔に投獄された。
1729年から1730年までフリーメイソンのイングランド・首位グランドロッジのグランドマスターを務めた。
1732年12月23日に死去した。子供はなく、爵位は弟のエドワードが継承した。

## 爵位
1701年4月2日に死去した伯父ヘンリーより以下の爵位を継承した。
- 第8代ノーフォーク公爵 (8th Duke of Norfolk)
(1483年6月28日の勅許状によるイングランド貴族爵位)
- 第26代アランデル伯爵 (26th Earl of Arundel)
(1138年頃創設のイングランド貴族爵位)
- 第9代サリー伯爵 (9th Earl of Surrey)
(1483年6月28日の勅許状によるイングランド貴族爵位)
- 第6代ノーフォーク伯爵 (6th Earl of Norfolk)
(1644年6月6日の勅許状によるイングランド貴族爵位)
- 第3代ノーリッジ伯爵（英語版） (3rd Earl of Norwich)
(1672年10月19日の勅許状によるイングランド貴族爵位)
- 第19代モウブレー男爵 (19th Baron Mowbray)
(1283年の議会招集令状（英語版）によるイングランド貴族爵位)
- 第20代セグレイヴ男爵 (20th Baron Segrave)
(1295年の議会招集令状によるイングランド貴族爵位)
- 第17代ファーニヴァル男爵（英語版） (17th Baron Furnivall)
(1295年6月24日の議会招集令状によるイングランド貴族爵位)
- ブラックミアの第21代ストレンジ男爵 (21st Baron Strange of Blackmere)
(1308年3月4日の議会招集令状によるイングランド貴族爵位)
- 第16代マルトレイヴァース男爵 (16th Baron Maltravers)
(1330年6月5日の議会召集令状によるイングランド貴族爵位。1627年議会法によりアランデル伯位に付随)
- 第18代タルボット男爵（英語版） (18th Baron Talbot)
(1331年1月27日の議会招集令状によるイングランド貴族爵位)
- 第6代フィッツアラン＝クラン＝オズワルデスタ男爵 (6th Baron FitzAlan, Clun and Oswaldestre)
(1627年の議会法によるイングランド貴族爵位。1627年議会法によりアランデル伯位に付随)
- ライジング城の第3代ハワード男爵 (3rd Baron Howard of Castle Rising)
(1669年3月27日の勅許状によるイングランド貴族爵位)